# Coelotes mediocris
Coelotes mediocris là một loài nhện trong họ Amaurobiidae.
Loài này thuộc chi Coelotes. Coelotes mediocris được Wladislaus Kulczynski miêu tả năm 1887.